# تفريغ كهربائي

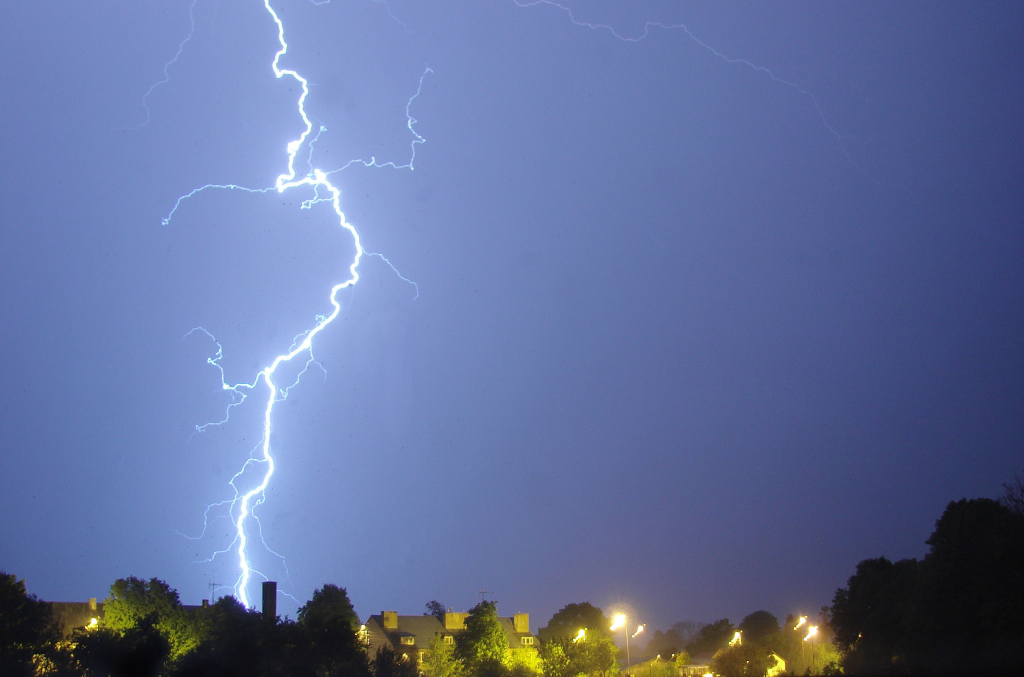
برق في مدينة رايمان، شمال بولندا.

التفريغ الكهربائي هو انتقال الشحنة الكهربائية، المفاجئة واللحظية بين جسمين، لهما فارق في الجهد الكهربائي. وهذا المصطلح يستعمل لتعريف حدوث تيار كهربائي مفاجئ وغير مرغوب فيه، في أحد الأجهزة الإلكترونية.
وتتكون الدارات الكهربائية المركبة من أشباه الموصلات، والسيليكون ومواد عازلة مصنوعة من أكسيد السيليكون. وهذه المواد قد يصيبها التلف عند تعرضها لضغطٍ كهربائيٍ عالٍ . وقد ابتكرت حديثاً مواد وأدوات تمنع حدوث التفريغ الكهربي.

## أسباب حدوث التفريغ الكهربائي
وحدوث التفريغ الكهربائي هو أحد مشكلات الأجهزة الإلكترونية . ويحدث مثلاً عند احتكاك جسمين، فيصبح أحدهما كاسب لعدد من الإلكترونات ونسميه سالب الشحنة، والآخر فاقد لعدد من إلكتروناته ونسميه موجب الشحنة . ويحدث التفريغ أي
انتقال الشحنة بين الجسمين ويتعادلا كهربائيًا عند تلامسهما .وهناك أمثلة لحدوث التفريغ الكهربائي، يحدث مثلاً عندما نمشي على أنواع معينة من السجاد فيكتسب جسمنا بعض الشحنة منه، أو عند تمشيط الشعر بمشط من البلاستيك، ويحدث أيضا عند حك الكهرمان بقطعة من الصوف .
وفي جميع تلك الحالات يؤدي احتكاك الأجسام إلى تولد هذا الفارق في الجهد الكهربائي للجسمين والذي يـُحدث التفريغ الكهربائي بينهما عندما يتلامسان .
ويوجد نوع أخر من التفريغ الكهربائي وهذا بحدث بالتأثير الكهربائي (الحث الكهروستاتيكي الذي يسمى أيضًا الحث الكهربائي). وهو يحدث عندما تواجد جسم مشحون (1) وبجواره جسم أخر (2) غير مشحون ويكون معزولاً عن الأرض. وعلى الرغم من تعادل الجسم (2) كهربائيًا، يمكن بتأثير الجسم (1) أن تتوزع الإلكترونات في الجسم (2) بحيث تتجمع على سطحه المواجه للجسم (1) شحنة مضادة. فوجود الجسم المشحون يُنشئ مجالاً كهربائيًا يعمل على تجمع شحنة مضادة على السطح المواجه له في الجسم (2) . ومع ذلك يبقى الجسم (2) متعادلاً كهربائيًا، فما يجري ما هو إلا توزيع للشحنات على سطحيه المواجه والبعيد عن الجسم (1) . عندئذ يمكن أن يحدث تفريغ كهربي عند ملامسة الجسم (2) لجسم ثالث.
الصورة المجاورة لأحد الصواعق حيث يحدث تفريغ كهربائي بين السحاب المشحون كهربائيًا والأرض . والسبب في اكتساب السحاب لشحنة كهربائية هو اصتدام حبيبات بخار الماء بعضها البعض واحتكاكهم المستمر، مما يترتب عليه انتقال بعض الإلكترونات من حبة إلى حبة، فتصبح واحدة غنية بالإلكترونات (سالبة كهربائيًا)، والأخرى ذات عجز في الإلكترونات (موجبة كهربائيًا) . وبتجمع مجموعات كبيرة من الحبات ذات الشحنة الواحدة تحت تأثير الظروف الجوية يصبح بينها فارق هائل في الجهد الكهربائي، والذي يؤدي إلى التفريغ الكهربائي بين تلك التجمعات وظهور البرق، أو بينها وبين الأرض .